# Festival di Malaga
Il Festival di Malaga è un festival cinematografico che si tiene annualmente a Malaga, in Spagna.

## Storia
Il festival è stato istituito per promuovere il cinema spagnolo e la prima edizione si è tenuta dal 29 maggio al 6 giugno 1998 con una retrospettiva dedicata a Montxo Armendáriz e con Fernando Fernán Gómez come ospite d'onore.
Le prime 11 edizioni del festival sono state dirette da Salomón Castiel che nel 2009 è stato sostituito da Carmelo Romero, che ha condotto il festival fino al 2012.
Il festival propone numerose proiezioni delle più importanti uscite cinematografiche spagnole dell'anno precedente, tra cui documentari e cortometraggi, e nel 2017 ha ampliato la sua proposta aggiungendo anche le produzioni iberoamericane.
Inizialmente il festival non aveva una cadenza regolare e si teneva tra marzo e giugno. Nel 2018 il direttore Juan Antonio Vigar dichiarò che, a partire dall'edizione 2019, si sarebbe tenuto definitivamente a marzo, ma la pandemia di COVID-19 ha però stravolto il calendario delle edizioni 2020 e 2021.
Il festival si svolge in diverse sedi ma la principale è il Teatro Cervantes.

## Premi
Il festival assegna sia premi competitivi che onorari e il premio principale è la Biznaga d'Oro che viene assegnata al miglior film spagnolo (e, in una categoria diversa, al miglior film iberoamericano). Gli altri premi previsti sono quello alla miglior regia e al premio della critica, che ricevono entrambi la Biznaga d'argento.
La Biznaga d'Oro per il miglior film spagnolo è stata assegnata ai seguenti film:
- 1998 — La primera noche de mi vida, di Miguel Albaladejo
- 1999 — Las huellas borradas, di Enrique Gabriel
- 2000 — Sexo por compasión, di Laura Mañá
- 2001 — Sin vergüenza, di Joaquín Oristrell
- 2002 — El otro lado de la cama, di Emilio Martínez Lázaro
- 2003 — Torremolinos 73, di Pablo Berger
- 2004 — Héctor, di Gracia Querejeta
- 2005 — Tapas, di Juan Cruz e José Corbacho
- 2006 — Los aires difíciles, di Gerardo Herrero
- 2007 — Bajo las estrellas, di Félix Viscarret
- 2008 — Tres días, di Francisco Javier Gutiérrez
- 2009 — La vergüenza, di David Planell
- 2010 — Rabia, di Sebastián Cordero
- 2011 — Cinco metros cuadrados, di Max Lemcke
- 2012 — Els nens salvatges, di Patricia Ferreira
- 2013 — 15 años y un día, di Gracia Querejeta
- 2014 — 10.000 Km, di Carlos Marqués-Marcet
- 2015 — A cambio de nada, di Daniel Guzmán
- 2016 — Callback, di Carles Torras
- 2017 — Estiu 1993, di Carla Simón
- 2018 — Les distàncies, di Elena Trapé
- 2019 — Els dies que vindran, di Carlos Marqués-Marcet
- 2020 — Las niñas, di Pilar Palomero
- 2021 — El ventre del mar, di Agustí Villaronga
- 2022 — Cinco lobitos, di Alauda Ruiz de Azúa
- 2023 — 20.000 especies de abejas, di Estibaliz Urresola Solaguren.